# Торкотюк Віктор Вікторович
Ві́ктор Ві́кторович Торкотю́к (* 1980) — підполковник, командир спецпідрозділу «Артан» Головного управління розвідки Міністерства оборони України. Повний кавалер ордена «За мужність».

## Життєпис
Народився в Азербайджані, де батько проходив військову службу. Батько родом з Вінницької області. Невдовзі сім'я переїхала до м. Жмеринка (Вінницька область). У 1994 вступив до Криворізького ліцею-інтернату з посиленою військово-фізичною підготовкою; згодом навчався у Військовій академії в Одесі.

## Спортивна діяльність
З юності займався футболом, карате, боксом та таїландським боксом. У 2019 став бронзовим призером чемпіонату світу з таїландського боксу. Має звання майстра спорту міжнародного класу. Очолює Вінницьку обласну федерацію таїландського боксу Муей-Тай.

## Політична діяльність
У 2020 був обраний депутатом Вінницької міської ради від політичної партії «Українська стратегія Гройсмана».

## Російсько-українська війна
З 2016 року брав участь в АТО на сході України. Спершу брав участь у бойових діях як доброволець, а у 2018-му підписав контракт із 130-им окремим розвідувальним батальйоном.
З початку російського вторгнення в Україну командував групою, яка виконувала спеціальні військові завдання. Наприкінці весни — на початку літа 2022 року очолив новостворений спецпідрозділ «Артан» ГУР Міністерства оборони України. Брав участь у битві за Київ, боях за острів Зміїний, битві за Бахмут та інших військових операціях.

## Сім'я
Одружений, має четверо дітей (дві доньки та два сини).

## Нагороди та відзнаки
Повний кавалер ордена «За мужність».